# London Arch

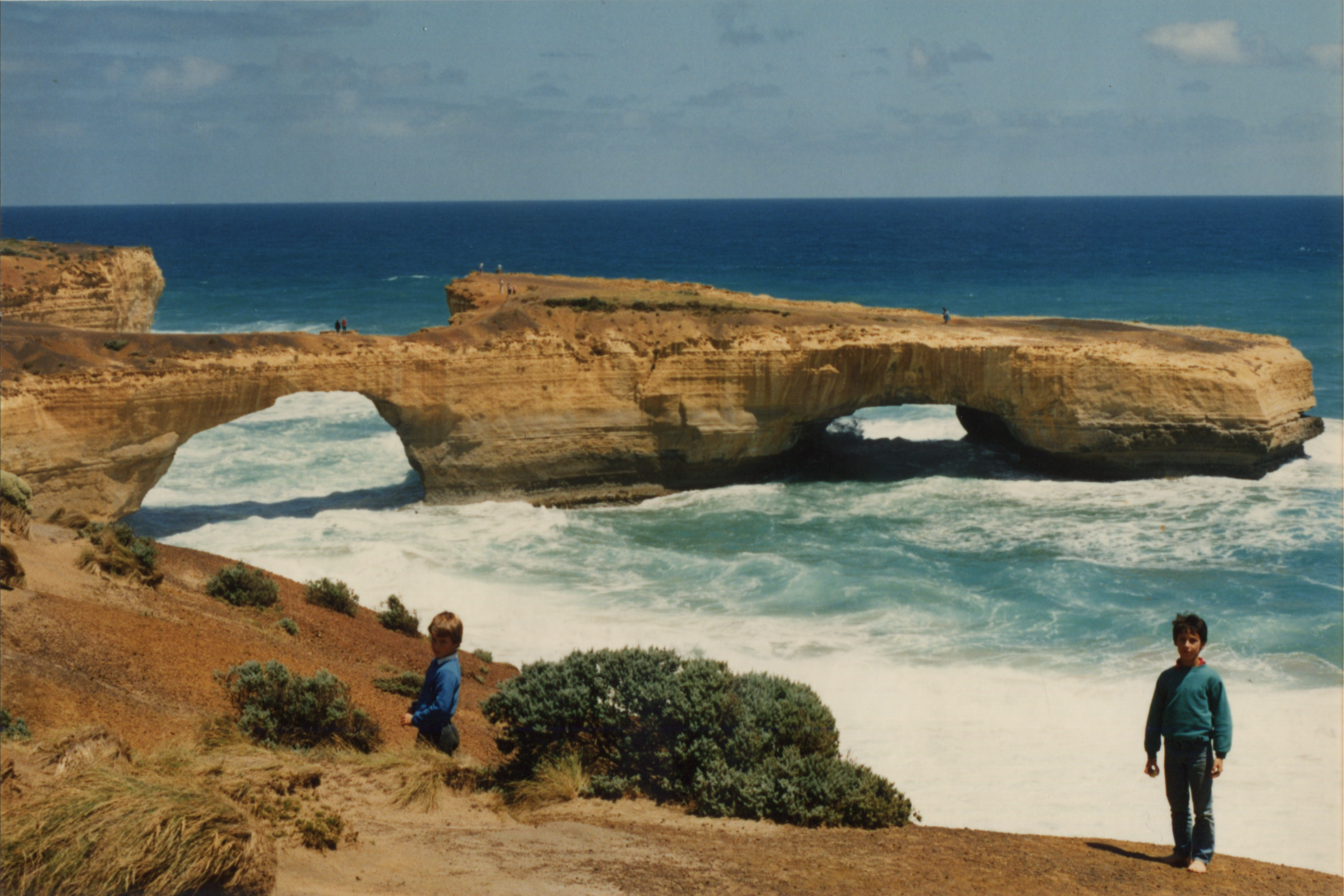
Triumph Arch en 1989 avant l'effondrement.

London Arch appelée aussi Triumph Arch est une arche naturelle de calcaire située dans le parc national de Port Campbell, au Victoria en Australie.

## Histoire

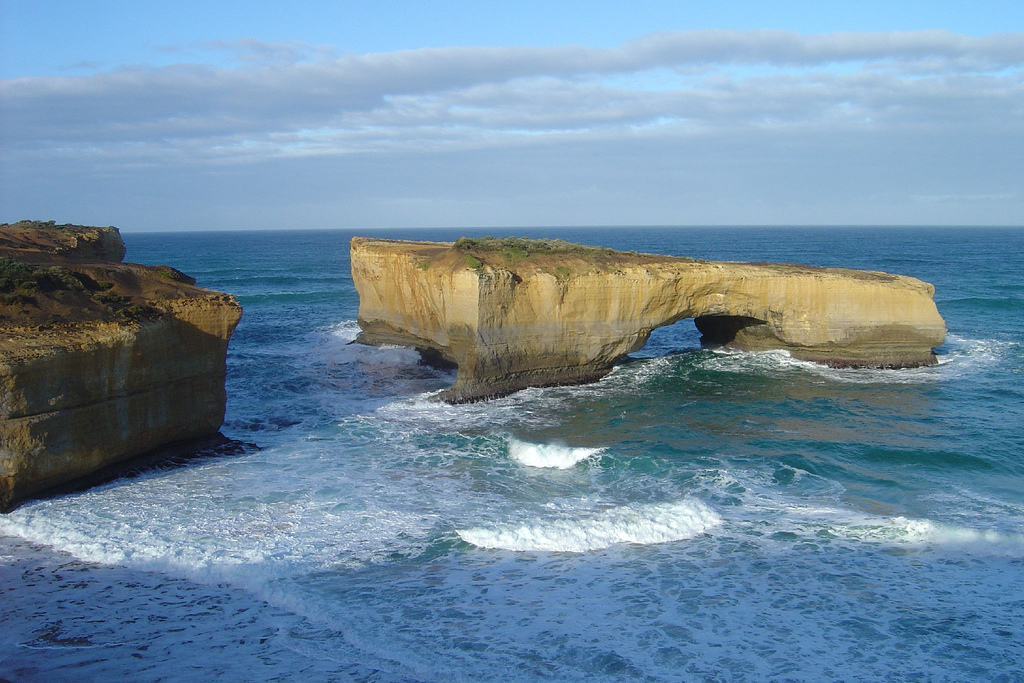
Triumph Arch en 2005.

L'arche la plus proche du bord s'est effondrée le 15 janvier 1990, en emprisonnant deux touristes sur la partie avancée. Ils furent secourus par hélitreuillage, personne ne fut blessé pendant cet événement.
Avant l'effondrement cette formation était connue sous le nom de Triumph Arc à cause de sa similarité avec l'arc de Triomphe à Paris.

## Description

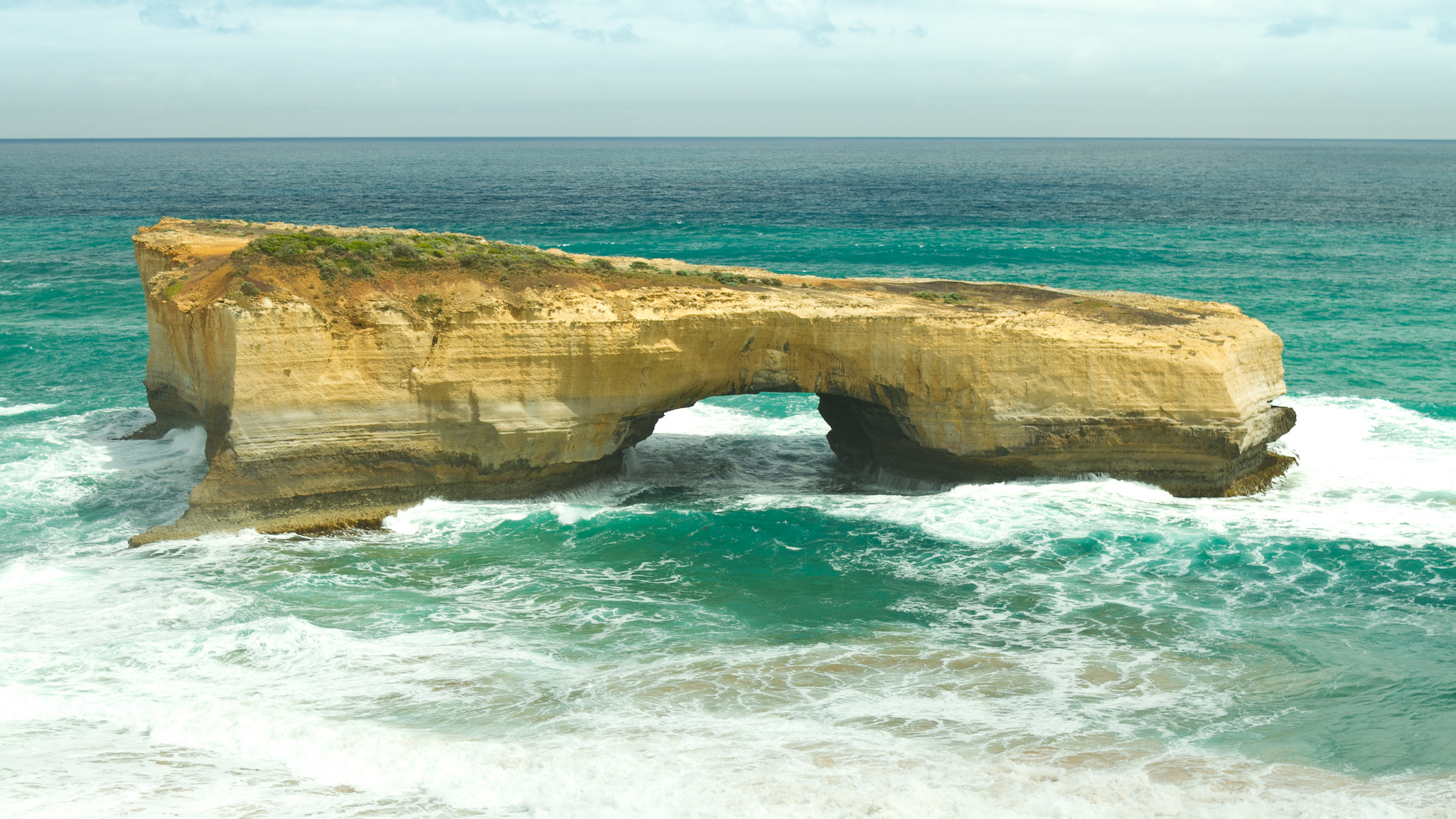
Triumph Arch le 11 janvier 2014.

L'arche est une des attractions touristiques du long de la route Great Ocean Road près de Port Campbell. L’édifice s'est formé à l'aide d'un processus graduel d'érosion, et jusqu'en 1990 il formait un pont naturel à deux arches.